# Nadi

Els nombres de l'1 al 7 representen els txacres mentre que els tubs serien els nadis principals, en taronja fosc l'ida, el groc el central o sushuma, i en blau el pingala

Un nadi és un concepte del ioga i l'ayurveda que fa referència a un "riu" o tub pel qual circula l'energia o prana del cos subtil, impulsada per turbines o "rodes" anomenades txakres. Els tres principals són el sushumma, l'ida i el pingala. Existeixen uns 72.000 nadis segons els textos de ioga, encara que alguns parlen de fins a 300.000. A la medicina tradicional xinesa el seu equivalent són els meridians.

## Nadis principals
Els tres nadis principals són el sushumma, l'ida i el pingala.
El nadi sushuma que significa "la més propicia". Correspon a la columna vertebral des del xacra inferior fins al centre de la coroneta del cap.
El nadi ida puja des de la base de la columna fins al nariu esquerra. I el nadi pingala puja fins a la nariu dreta. Els dos uneixen els txakres al llarg de la columna vertebral, a la seva esquerra (part del cos amb energia femenina) i dreta (masculina) respectivament.
Altres nadis importats són: pusha, sarasvati, gandhari, payasvini, yashasvini, shankini, varuni, alambusa, kuhu, vishvodari i hastijihva.